# Nikolaos Kaltsas
Nikolaos Kaltsas (in greco Νικόλαος Καλτσάς?; Veria, 3 maggio 1990) è un calciatore greco, centrocampista dell'Asteras Tripolīs.

## Caratteristiche tecniche
È un esterno destro.

## Carriera

### Club
Nel 2015 il giocatore è passato dal Veria FC al Panathinaikos. Dopo una sola stagione si è trasferito all'Asteras Tripolis.

### Nazionale
Ha giocato nelle nazionali giovanili greche Under-19 ed Under-21.

## Palmarès

### Club

#### Competizioni nazionali
- Gamma Ethniki: 1

Veria: 2009-2010 (gruppo 2)
- Coppa di Cipro: 1

Anorthosis: 2020-2021

### Individuale
- Calciatore greco dell'anno: 1

2015